# Munshausen
Munshausen (lussemburghese: Munzen) è un comune soppresso del Lussemburgo settentrionale. Si trova nel cantone di Clervaux, nel distretto di Diekirch.
Il 1º gennaio 2012, insieme al comune di Heinerscheid, si è fuso con il comune di Clervaux, diventando parte integrante di questi.
Nel 2007, la località di Munshausen aveva una popolazione di 170 abitanti, mentre il comune ne contava 1.009. Le altre località che facevano capo al comune sono Drauffelt (164), Siebenaler (51), Roder (54) e Marnach (570).

## Geografia fisica
A est, il fiume Our segna il confine con la Germania.
Munshausen fa parte dell'Oesling, le Ardenne lussemburghesi. Il paesaggio è caratterizzato da ampi altopiani alti circa 500 metri a picco sul fiume. L'asse Hosingen-Heinerscheid, che passa da Marnach, separa il bacino del fiume Clerve (a ovest) da quello dell'Our (est).

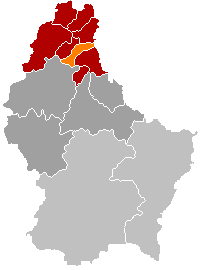
Territorio del comune di Munshausen, confluito dal 2012 nel comune diClervaux